# Dødsjov
Dødsjov er en dansk kortfilm fra 2000, der er instrueret af Henrik Ruben Genz efter manuskript af ham selv, Jens Korse, Oliver Zahle og Lars le Dous.

## Handling
Denne artikel mangler et handlingsreferat. Hjælp os med at skrive det.

## Medvirkende
- Jesper Asholt - Claus Lemvig
- Peter Aude - Max
- Helle Dolleris - Nanna
- Oliver Zahle - H.C.
- Peter Belli - Look-a-like-mand